# 結伴行
結伴行，是日本純種競賽馬匹。生涯活躍於一哩至中距離賽事，曾於2009年勝出秋季天皇賞及一哩冠軍賽。

## 出賽前
2001年4月24日出生於北海道早來町（今安平町）北部牧場，直接歸於其母系之馬主近藤英子擁有。
其後交由栗東訓練中心練馬師音無秀孝訓練。

## 競賽生涯

### 3歲
2004年1月17日出戰京都競馬場3歲新馬戰，於柴原央名策騎下獲得勝利。
2月15日出戰如月賞獲得第七，但其後於條件戰薊賞及公開賽垂葉榕錦標均獲得冠軍。
7月4日出戰短波電台賞，直路上未能超越Keiai Guard獲得第二。
其後出戰菊花賞，爲其首次出戰一級賽。比賽開始後，其留守於最後方位置追走，並於通過第三彎道後隨即發力爬升至第十，可惜於直路上未能進一步加速，最終以第九名完賽。
11月27日出戰京阪盃，雖然首次和年長馬匹決戰，但仍然可以取得亞軍的優秀成績。

### 4歲
2005年首戰爲中山紀念，雖然直路上持續爆發加速力，但礙於比賽初段留得太後而未能對前方各有千秋造成威脅，最終以3/4馬位差距獲得第二。
其後出戰讀賣盃及安田紀念均未能掄元，分別於其中獲得第四及第五。
夏季放草過後於10月出戰每日王冠，但再次未能有效加速下以第七完賽。
11月26日出戰京阪盃，比賽途中一直保持自身中團位置，於最後600米成功跑出33.9秒的驚人末腳，成功抵擋後上馬Asaka Defeat的追擊，以3 1/2馬位拋離對手獲得首個分級賽冠軍。

### 5歲
2006年首戰爲中山紀念，獲得第四的不俗成績。
其後出戰產經大阪盃，再次以爆發末腳的姿態超越前方對手，獲得第二個分級賽優勝。
但其後比賽未能繼續保持實力，更於秋季天皇賞包尾而回，結果以一勝的戰績結束5歲生涯。

### 6歲
經過約10個月的休養，其於2007年8月5日之關屋紀念復出，隨即以凌厲的姿態斬獲冠軍。
10月28日出戰秋季天皇賞，比賽途中一直處於中團位置，進入直路後被馬群阻擋，雖然最後成功衝出，但仍然未能挽回劣勢下得第三。
11月18日出戰一哩冠軍賽，雖然於直路上跑出全場最佳末腳，但仍然未能超越前方對手，最終獲得第五。

### 7歲
2008年首戰爲東京新聞盃，最終獲得第四名。
其後出戰中山紀念，改爲橫山典弘策騎。比賽開始後，其一改以往的差追跑法，選擇搶佔位置於前方推進。進入直路後，其經已有明顯的領先趨勢，最終於繼續加速保持優勢下，以1 3/4馬位壓過第二的榮進特快奪冠。
4月19日出戰讀賣盃，繼續選擇先行跑法下再次成功於直路製造優勢，最終以頸位壓過第二名取得分級賽二連勝。
完成讀賣盃後，其於馬房訓練時被發現眼部有外傷，因而陣營決定避戰6月頭的安田紀念，轉戰6月尾的寶塚紀念，但最終些微失速下以第七完賽。
秋季首戰爲每日王冠，然而受到體重下降的影響，其於狀態不佳下僅獲得第五名。
11月2日出戰秋季天皇賞，由於此前兩場比賽的不佳成績及年齡人數，其只獲得第十一人氣。比賽開始後，由於結伴行發生漏閘，因而被迫於最後方追走。通過第四彎道時，其開始發力加速並於直路上狂奔，但仍然未能超越前方的伏特加、大和赤驥及天空深處，最終獲得第四。
11月23日出戰一哩冠軍賽，最終獲得第四。

### 8歲
2009年3月1日出戰中山紀念，成功於保持速度抵擋後方夢之旅及Admire Fuji的追擊獲得冠軍。
4月18日出戰讀賣盃，雖然於直路上跑出優秀的速度，但未能追上超級黃蜂取得第二。
其後出戰安田紀念及寶塚紀念，均以第四完賽。
秋季首戰爲每日王冠，於狀態良好下成功於直路跑出全場最佳末腳，於最後關頭超越領放的伏特加並拉開1馬位的距離，再次獲得分級賽冠軍。
11月1日出戰秋季天皇賞，獲得第五人氣，比賽開始後，其處於中團位置追走，並於通過第四彎道時開始發力縮小與前方賽駒的差距。進入直路後，其隨即加速衝刺，不但成功超越前方的對手，更於最後關頭繼續加速，最終拋離第二名的銀幕英雄1 3/4馬位奪得首個一級賽冠軍，更成爲首匹以8歲之齡奪得日本平地一級賽冠軍的賽駒。

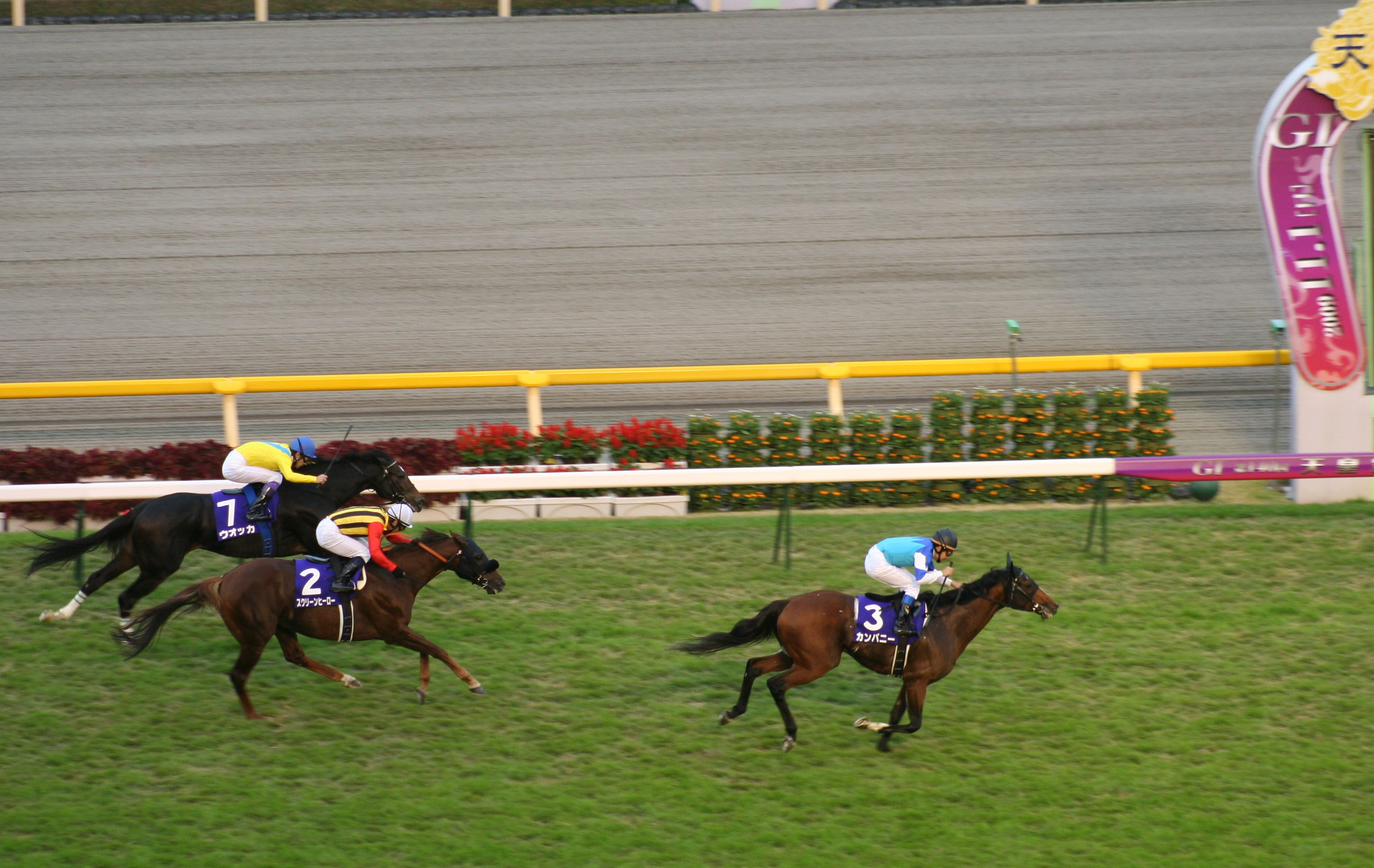
出戰秋季天皇賞的結伴行

11月22日出戰退役戰一哩冠軍賽，於進入直路後衝出並繼續加速，成功超越前方的天鷹戰駒，最終以1 1/2馬位優勢率先衝線，達成有終之美。

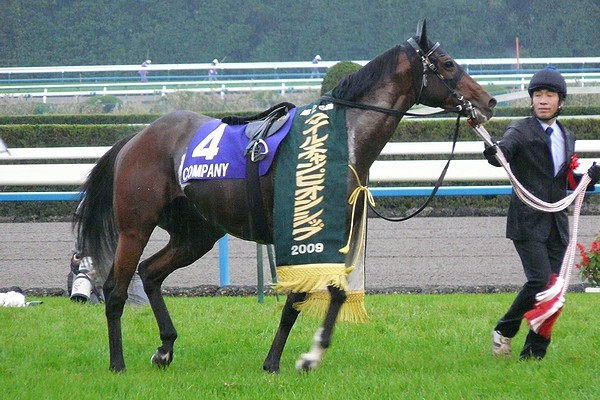
一哩冠軍賽頒獎儀式

### 詳細賽績
| 日期       | 舉辦國家 | 馬場 | 距離   | 級別 | 賽事名稱   | 負重 | 騎師     | 馬號 | 出馬 | 名次 | 時間   | 頭馬（二馬）      |
| ---------- | -------- | ---- | ------ | ---- | ---------- | ---- | -------- | ---- | ---- | ---- | ------ | ----------------- |
| 17/1/2004  | 日本     | 京都 | 草1600 |      | 3歲新馬    | 55   | 柴原央明 | 8    | 8    | 1    | 1:39.3 | （Lord Magician） |
| 15/2/1004  | 日本     | 京都 | 草1800 | GIII | 如月賞     | 56   | 小牧太   | 12   | 14   | 7    | 1:49.3 | Meiner Brook      |
| 6/3/2004   | 日本     | 中京 | 草1800 |      | 薊賞       | 56   | 柴原央明 | 8    | 16   | 1    | 1:49.3 | （Great Basin）   |
| 18/4/2004  | 日本     | 中山 | 草1800 | OP   | 垂葉榕錦標 | 56   | 柴原央明 | 10   | 10   | 1    | 1:47.3 | （Tosen Altair）  |
| 4/7/2004   | 日本     | 福島 | 草1800 | GIII | 短波電台賞 | 56   | 柴原央明 | 4    | 15   | 2    | 1:47.1 | Keiai Guard       |
| 14/10/2004 | 日本     | 京都 | 草3000 | GI   | 菊花賞     | 57   | 柴原央明 | 2    | 18   | 9    | 3:06.3 | 密州怨曲          |
| 27/11/2004 | 日本     | 京都 | 草1800 | GIII | 京阪盃     | 54   | 安藤勝己 | 10   | 17   | 2    | 1:45.5 | Daiwa el Cielo    |
| 27/2/2005  | 日本     | 中山 | 草1800 | GII  | 中山紀念   | 56   | 安藤勝己 | 1    | 14   | 2    | 1:46.6 | 各有千秋          |
| 16/4/2005  | 日本     | 阪神 | 草1600 | GII  | 讀賣盃     | 57   | 安藤勝己 | 16   | 16   | 4    | 1:33.8 | 天鵝騎士          |
| 5/6/2006   | 日本     | 東京 | 草1600 | GI   | 安田記念   | 58   | 福永祐一 | 9    | 18   | 5    | 1:32.6 | 淺草田園          |
| 9/10/2005  | 日本     | 東京 | 草1800 | GII  | 每日王冠   | 57   | 福永祐一 | 16   | 17   | 7    | 1:47.2 | 旭日飛駒          |
| 26/11/2005 | 日本     | 京都 | 草1800 | GIII | 京阪盃     | 56   | 福永祐一 | 13   | 18   | 1    | 1:44.8 | （Asaka Defeat）  |
| 26/2/2006  | 日本     | 中山 | 草1800 | GII  | 中山記念   | 57   | 福永祐一 | 9    | 12   | 4    | 1:50.0 | 各有千秋          |
| 2/4/2006   | 日本     | 阪神 | 草2000 | GII  | 產經大阪盃 | 57   | 福永祐一 | 5    | 12   | 1    | 2:04.5 | （Macky Max）     |
| 4/6/2006   | 日本     | 東京 | 草1600 | GI   | 安田記念   | 58   | 内田博幸 | 11   | 18   | 11   | 1:33.8 | 牛精福星          |
| 25/6/2006  | 日本     | 京都 | 草2200 | GI   | 寶塚紀念   | 58   | 福永祐一 | 9    | 13   | 5    | 2:14.1 | 大震撼            |
| 8/10/2006  | 日本     | 東京 | 草1800 | GII  | 毎日王冠   | 58   | 福永祐一 | 4    | 16   | 5    | 1:45.7 | 大和主將          |
| 29/10/2006 | 日本     | 東京 | 草2000 | GI   | 秋季天皇賞 | 58   | 福永祐一 | 7    | 16   | 15   | 2:01.4 | 大和主將          |
| 5/8/2007   | 日本     | 新潟 | 草1600 | GIII | 關屋紀念   | 56   | 福永祐一 | 6    | 18   | 1    | 1:31.8 | （Symboli Gran）  |
| 28/10/2007 | 日本     | 東京 | 草2000 | GI   | 秋季天皇賞 | 58   | 福永祐一 | 6    | 16   | 3    | 1:58.8 | 名將森遜          |
| 18/11/2007 | 日本     | 京都 | 草1600 | GI   | 一哩冠軍賽 | 57   | 福永祐一 | 9    | 18   | 5    | 1:33.0 | 大和主將          |
| 2/2/2008   | 日本     | 東京 | 草1600 | GIII | 東京新聞盃 | 58   | 福永祐一 | 5    | 16   | 4    | 1:33.0 | 桂冠戰士          |
| 2/3/2008   | 日本     | 中山 | 草1800 | GII  | 中山記念   | 57   | 横山典弘 | 7    | 16   | 1    | 1:47.3 | （榮進特快）      |
| 19/4/2008  | 日本     | 阪神 | 草1600 | GII  | 讀賣盃     | 58   | 横山典弘 | 3    | 15   | 1    | 1:33.6 | （西野掌珠）      |
| 29/6/2008  | 日本     | 阪神 | 草2200 | GI   | 寶塚紀念   | 58   | 横山典弘 | 12   | 14   | 8    | 2:16.2 | 榮進代表          |
| 12/10/2008 | 日本     | 東京 | 草1800 | GII  | 每日王冠   | 58   | 横山典弘 | 9    | 16   | 5    | 1:45.1 | 超級黃蜂          |
| 2/11/2008  | 日本     | 東京 | 草2000 | GI   | 秋季天皇賞 | 58   | 横山典弘 | 16   | 17   | 4    | 1:57.4 | 伏特加            |
| 23/11/2008 | 日本     | 京都 | 草1600 | GI   | 一哩冠軍賽 | 57   | 横山典弘 | 16   | 18   | 4    | 1:32.9 | Blumenblatt       |
| 1/3/2009   | 日本     | 中山 | 草1800 | GII  | 中山記念   | 58   | 横山典弘 | 2    | 10   | 1    | 1:49.2 | （夢之旅）        |
| 18/4/2009  | 日本     | 阪神 | 草1600 | GII  | 讀賣盃     | 58   | 横山典弘 | 5    | 10   | 2    | 1:33.9 | 超級黃蜂          |
| 7/6/2009   | 日本     | 東京 | 草1600 | GI   | 安田記念   | 58   | 横山典弘 | 9    | 18   | 4    | 1:33,8 | 伏特加            |
| 28/6/2009  | 日本     | 阪神 | 草2200 | GI   | 寶塚紀念   | 58   | 岩田康誠 | 14   | 14   | 4    | 2:11.7 | 夢之旅            |
| 11/10/2009 | 日本     | 東京 | 草1800 | GII  | 毎日王冠   | 58   | 横山典弘 | 4    | 11   | 1    | 1:45.3 | （伏特加）        |
| 1/11/2009  | 日本     | 東京 | 草2000 | GI   | 秋季天皇賞 | 58   | 横山典弘 | 3    | 18   | 1    | 1:57.2 | （銀幕英雄）      |
| 22/11/2009 | 日本     | 京都 | 草1600 | GI   | 一哩冠軍賽 | 57   | 横山典弘 | 4    | 18   | 1    | 1:33.2 | （天鷹戰駒）      |

## 退役後
退役後，結伴行成爲了配種馬，於北海道安平町社台Stallion Station休養，在2010年進行配種。首批子嗣於2011年出生。首批子嗣何於2013年出賽。2018年5月27日，以柔制勝在目黑紀念取勝，成爲首匹勝出分級賽的子嗣。
2014年12月被轉移至北海道日高町育馬者Stallion Station，2015年10月再度被轉移至熊本縣熊本市本田土壽牧場。
2018年12月29日，因爲腹腔腫瘤迸發腎功能衰竭死亡，享年17歲。

### 主要子嗣

#### 分級賽優勝子嗣
2013年生
- 以柔制勝（目黑紀念）

## 血統簡介
父系Miracle Admire爲日本賽駒，生涯戰績不佳僅得一勝。祖父爲愛爾蘭生產的意大利賽駒東來兵，曾勝出凱旋門大賽，退役後於日本配種，和週日寧靜及百仁時間被一同稱爲改變日本賽馬的三匹種馬。
母系Brilliant Very爲日本賽駒，生涯戰績同樣不佳僅得三勝。外祖父北方風味爲加拿大賽駒，於當地有不俗的戰績，退役後被社台集團引進日本作爲配種馬使用，於週日寧靜引入前一度爲日本最成功的種馬，於與當時象徵牧場的巴索隆齊名。

### 血統表
| 父線：Zeddaan系（Grey Sovereign系）                         |                             |                   |                  |
| 種馬 Miracle Admire 1995年（棗色）                          | 東來兵 1983年（棗色）       | Kampala           | Kalamoun         |
| 種馬 Miracle Admire 1995年（棗色）                          | 東來兵 1983年（棗色）       | Kampala           | State Pension    |
| 種馬 Miracle Admire 1995年（棗色）                          | 東來兵 1983年（棗色）       | Severn Bridge     | Hornbeam         |
| 種馬 Miracle Admire 1995年（棗色）                          | 東來兵 1983年（棗色）       | Severn Bridge     | Priddy Fair      |
| 種馬 Miracle Admire 1995年（棗色）                          | Ballet Queen 1988年（棗色） | 鞍匠井            | 北地舞人         |
| 種馬 Miracle Admire 1995年（棗色）                          | Ballet Queen 1988年（棗色） | 鞍匠井            | Fairy Bridge     |
| 種馬 Miracle Admire 1995年（棗色）                          | Ballet Queen 1988年（棗色） | Sun Princess      | English Prince   |
| 種馬 Miracle Admire 1995年（棗色）                          | Ballet Queen 1988年（棗色） | Sun Princess      | Sun Valley       |
| 繁殖雌馬 Brilliant Very 1990年（栗色）                      | 北方風味 1971年（栗色）     | 北地舞人          | 新北區           |
| 繁殖雌馬 Brilliant Very 1990年（栗色）                      | 北方風味 1971年（栗色）     | 北地舞人          | Natalma          |
| 繁殖雌馬 Brilliant Very 1990年（栗色）                      | 北方風味 1971年（栗色）     | Lady Victoria     | Victoria Park    |
| 繁殖雌馬 Brilliant Very 1990年（栗色）                      | 北方風味 1971年（栗色）     | Lady Victoria     | Lady Angela      |
| 繁殖雌馬 Brilliant Very 1990年（栗色）                      | Crafty Wife 1985年（栗色）  | Crafty Prospector | 淘金者           |
| 繁殖雌馬 Brilliant Very 1990年（栗色）                      | Crafty Wife 1985年（栗色）  | Crafty Prospector | Real Crafty Lady |
| 繁殖雌馬 Brilliant Very 1990年（栗色）                      | Crafty Wife 1985年（栗色）  | Wife Mistress     | 秘書處           |
| 繁殖雌馬 Brilliant Very 1990年（栗色）                      | Crafty Wife 1985年（栗色）  | Wife Mistress     | Political Payoff |
| 雌系：號族：9-a                                             |                             |                   |                  |
| 五代內近親交配：北地舞人 3×4、Lady Angela 4×5、Hyperion 5×5 |                             |                   |                  |

## 命名由來
名字Company（カンパニー）既有公司的意思，亦可解作陪伴、陪同，香港則採用後者，翻譯为「結伴行」。

## 外部連結
- 結伴行 netkeiba.com （页面存档备份，存于）
- 血統表 （页面存档备份，存于）